# یواس‌اس برک (دی‌ئی-۲۱۵)
یواس‌اس برک (دی‌ئی-۲۱۵) (به انگلیسی: USS Burke (DE-215)) یک کشتی بود که طول آن ۳۰۶ فوت (۹۳ متر) بود. این کشتی در سال ۱۹۴۳ ساخته شد.